# Mihajlo Mihajlov
Mihajlo Mihajlov (Pančevo, 26 settembre 1934 – Belgrado, 7 marzo 2010) è stato un letterato jugoslavo figlio di emigrati russi.

## Biografia
Mihajlo Mihajlov è stato docente di letteratura russa all'Università di Zagabria - nella Facoltà di filosofia a Zara.
Il primo intervento nei suoi confronti è stato attuato dopo la pubblicazione, nel 1965, di Ljeto moskovsko 1964 (Estate a Mosca 1964), reportage di un suo viaggio in Russia.
Dopo un anno di reclusione, con alcuni intellettuali di Zara, Belgrado e Zagabria ha cercato di fondare una rivista indipendente Slobodni glas  (La voce libera).
È stato attaccato personalmente da Tito ed è stato condannato a quattro anni di carcere con l'accusa di "propaganda nemica": nelle sue poche pagine pubblicate, aveva accusato la Jugoslavia di non rispettare gli articoli della Costituzione del 1953 che prevedevano la libertà di pensiero e di espressione.
Nel 1974 Mihajlov è stato condannato per l'ultima volta a sette anni di prigione, per pubblicare diversi articoli nella stampa straniera. Dopo tre anni è stato liberato, in corso della Conferenza sulla sicurezza e la cooperacione in Europa a Belgrado nel novembre 1977.